# سیارک ۲۰۲۶۸
سیارک ۲۰۲۶۸ (به انگلیسی: 20268 Racollier، نامگذاری:1998FC28) بیست هزار و دویست و شصت و هشتمین سیارک کشف شده‌است که در ۲۰ مارس ۱۹۹۸ کشف شد.
قدر مطلق سیارک برابر ۱۴٫۷ است.